# Terza Divisione Lazio 1930-1931
La Terza Divisione 1930-1931 è stato il V ed ultimo livello del XXXI campionato italiano di calcio, il secondo a carattere regionale.
La gestione di questo campionato era affidata ai Direttori Regionali, che li organizzavano autonomamente, con la possibilità di ripartire le squadre su più gironi tenendo in alta considerazione le distanze chilometriche, le strade di principale comunicazione e i mezzi di trasporto dell'epoca. Questo è il campionato della regione Lazio
Questi sono i gironi gestiti dal Direttorio Regionale Laziale avente sede a Roma.

## Girone A

### Squadre partecipanti
| Squadra                  | Città              | Stagione precedente |
| ------------------------ | ------------------ | ------------------- |
| S.S. Cesarea             | Roma               |                     |
| S.S. Juventus            | Roma               |                     |
| S.P. La Regale           | Tarquinia (VT)     |                     |
| S.S. Lazio (C = allievi) | Roma               |                     |
| G.S. Monopoli            | Roma               |                     |
| S.S. Montesacro          | Roma-Monte Sacro   |                     |
| U.S. Orbetello           | Orbetello (GR)     |                     |
| U.S. Pro Tivoli          | Tivoli (RM)        |                     |
| S.S. Vivace              | Grottaferrata (RM) |                     |

### Classifica
|  | Pos. | Squadra            | Pt       | G  | V | N | P | GF | GS | DR  |
|  | ---- | ------------------ | -------- | -- | - | - | - | -- | -- | --- |
|  | 1.   | Monopoli           | 20       | 12 | 9 | 2 | 1 | 34 | 10 | +24 |
|  | 2.   | Lazio C            | 19       | 12 | 8 | 3 | 1 | 29 | 12 | +17 |
|  | 3.   | Orbetello          | 15       | 12 | 7 | 1 | 4 | 17 | 10 | +7  |
|  | 4.   | Pro Tivoli         | 13       | 12 | 5 | 3 | 4 | 17 | 17 | 0   |
|  | 5.   | Cesarea (-1)       | 5        | 12 | 2 | 2 | 8 | 7  | 20 | -13 |
|  | 6.   | Juventus Roma (-1) | 4        | 12 | 2 | 1 | 9 | 5  | 22 | -17 |
|  | 7.   | La Regale (-3)     | 3        | 12 | 2 | 2 | 8 | 9  | 27 | -18 |
|  | --   | Montesacro         | Ritirato |    |   |   |   |    |    |     |
|  | --   | Vivace             | Ritirato |    |   |   |   |    |    |     |

Legenda:
      Ammesso ai gironi semifinali.
      Promosso in Seconda Divisione 1931-1932.
Regolamento:
Due punti a vittoria, uno a pareggio, zero a sconfitta.
Pari merito in caso di pari punti se non in zona promozione/finali.
Note:
Cesarea e Juventus Roma hanno scontato 1 punto di penalizzazione in classifica per una rinuncia.
La Regale ha scontato 3 punti di penalizzazione in classifica per tre rinunce.

### Risultati
| Andata (1ª) | Andata (1ª) | Prima giornata      | Ritorno (10ª) | Ritorno (10ª) |
|             |             |                     |               |               |
| 26 ott.     | 1-0         | Juventus-La Regale  | -             | 4 gen.        |
| 26 ott.     | 1-1         | Lazio C-Montesacro  | 2-1           | 4 gen.        |
| 26 ott.     | 1-5         | Pro Tivoli-Monopoli | -             | 4 gen.        |
| 26 ott.     | -           | -                   | -             | 4 gen.        |
| 26 ott.     | Riposa:     |                     |               | 4 gen.        |

| Andata (2ª) | Andata (2ª)      | Seconda giornata     | Ritorno (11ª) | Ritorno (11ª) |
|             |                  |                      |               |               |
| 2 nov.      | 1-5              | La Regale-Pro Tivoli | -             | 11 gen.       |
| 2 nov.      | 3-2              | Monopoli-Lazio C     | 3-1           | 11 gen.       |
| 2 nov.      | 0-4              | Montesacro-Orbetello | -             | 11 gen.       |
| 2 nov.      | 2-1              | Vivale-Cesarea       | -             | 11 gen.       |
| 2 nov.      | Riposa: Juventus |                      |               | 11 gen.       |

| Andata (3ª) | Andata (3ª)    | Terza giornata      | Ritorno (12ª) | Ritorno (12ª) |
|             |                |                     |               |               |
| 9 nov.      | -              | Cesarea-Montesacro  | -             |               |
| 9 nov.      | 2-1            | Lazio C-La Regale   | -             |               |
| 9 nov.      | -              | Orbetello-Monopoli  | -             |               |
| 9 nov.      | -              | Pro Tivoli-Juventus | -             |               |
| 9 nov.      | Riposa: Vivace |                     |               |               |

| Andata (4ª) | Andata (4ª) | Quarta giornata     | Ritorno (13ª) | Ritorno (13ª) |
|             |             |                     |               |               |
| 16 nov.     | 0-1         | La Regale-Orbetello | -             |               |
| 16 nov.     | -           | -                   | -             |               |
| 16 nov.     | -           | -                   | -             |               |
| 16 nov.     | -           | -                   | -             |               |
| 16 nov.     | -           | -                   | -             |               |

| Andata (5ª) | Andata (5ª) | Quinta giornata   | Ritorno (14ª) | Ritorno (14ª) |
|             |             |                   |               |               |
| 23 nov.     | -           | -                 | -             |               |
| 23 nov.     | 2-1         | La Regale-Cesarea | -             |               |
| 23 nov.     | -           | -                 | -             |               |
| 23 nov.     | -           | -                 | -             |               |
| 23 nov.     | -           | -                 | -             |               |

| Andata (6ª) | Andata (6ª) | Sesta giornata | Ritorno (15ª) | Ritorno (15ª) |
|             |             |                |               |               |
|             | -           | -              | -             |               |
| -           | -           | -              |               |               |
| -           | -           | -              |               |               |
| -           | -           | -              |               |               |
| -           | -           | -              |               |               |

| Andata (7ª) | Andata (7ª) | Settima giornata | Ritorno (16ª) | Ritorno (16ª) |
|             |             |                  |               |               |
|             | -           | -                | -             |               |
| -           | -           | -                |               |               |
| -           | -           | -                |               |               |
| -           | -           | -                |               |               |
| -           | -           | -                |               |               |

| Andata (8ª) | Andata (8ª) | Ottava giornata | Ritorno (17ª) | Ritorno (17ª) |
|             |             |                 |               |               |
|             | -           | -               | -             |               |
| -           | -           | -               |               |               |
| -           | -           | -               |               |               |
| -           | -           | -               |               |               |
| -           | -           | -               |               |               |

| \| Andata (9ª) \| Andata (9ª) \| Nona giornata \| Ritorno (18ª) \| Ritorno (18ª) \| \| \| \| \| \| \| \| \| - \| - \| - \| \| \| - \| - \| - \| \| \| \| - \| - \| - \| \| \| \| - \| - \| - \| \| \| \| - \| - \| - \| \| \| |             |               |               |               |
| Andata (9ª) | Andata (9ª) | Nona giornata | Ritorno (18ª) | Ritorno (18ª) |
| |             |               |               |               |
| | -           | -             | -             |               |
| - | -           | -             |               |               |
| - | -           | -             |               |               |
| - | -           | -             |               |               |
| - | -           | -             |               |               |

## Girone B

### Squadre partecipanti
| Squadra                  | Città          | Stagione precedente |
| ------------------------ | -------------- | ------------------- |
| Sez. Calcio Assicuratori | Roma           |                     |
| Pol. Bellator Frusino    | Frosinone      |                     |
| S.S. Fiumicino-Magliana  | Roma-Fiumicino |                     |
| S.G.S. Fortitudo         | Roma           |                     |
| A.S. Frascati            | Frascati (RM)  |                     |
| G.U.F.                   | Rieti          |                     |
| A.S. Roma (C = allievi)  | Roma           |                     |
| S.S. Trasimeno           | Roma           |                     |

### Classifica
|  | Pos. | Squadra            | Pt       | G | V | N | P | GF | GS | DR |
|  | ---- | ------------------ | -------- | - | - | - | - | -- | -- | -- |
|  | 1.   | Roma C             | 13       | 8 | . | . | . | .  | .  |    |
|  | 2.   | Assicuratori       | 10       | 8 | . | . | . | .  | .  |    |
|  | 3.   | Fiumicino-Magliana | 8        | 8 | . | . | . | .  | .  |    |
|  | 4.   | Fortitudo          | 5        | 8 | . | . | . | .  | .  |    |
|  | 5.   | Bellator Frusino   | 4        | 8 | . | . | . | .  | .  |    |
|  | --   | Trasimeno          | Ritirato |   |   |   |   |    |    |    |
|  | --   | G.U.F.             | Ritirato |   |   |   |   |    |    |    |
|  | --   | Frascati           | Ritirato |   |   |   |   |    |    |    |

Legenda:
      Ammesso ai gironi semifinali.
Regolamento:
Due punti a vittoria, uno a pareggio, zero a sconfitta.
Pari merito in caso di pari punti se non in zona promozione/finali.

### Risultati
| Andata (1ª) | Andata (1ª) | Prima giornata          | Ritorno (8ª) | Ritorno (8ª) |
|             |             |                         |              |              |
| 9 nov.      | -           | Fortitudo-Assicuratori  | -            |              |
| 9 nov.      | -           | GUF Rieti-Frascati      | -            |              |
| 9 nov.      | -           | Magliana-Trasimeno      | -            |              |
| 9 nov.      | -           | Roma C-Bellator Frusino | -            |              |

| Andata (2ª) | Andata (2ª) | Seconda giornata | Ritorno (9ª) | Ritorno (9ª) |
|             |             |                  |              |              |
|             | -           | -                | -            |              |
| -           | -           | -                |              |              |
| -           | -           | -                |              |              |
| -           | -           | -                |              |              |

| Andata (3ª) | Andata (3ª) | Terza giornata | Ritorno (10ª) | Ritorno (10ª) |
|             |             |                |               |               |
|             | -           | -              | -             |               |
| -           | -           | -              |               |               |
| -           | -           | -              |               |               |
| -           | -           | -              |               |               |

| Andata (4ª) | Andata (4ª) | Quarta giornata | Ritorno (11ª) | Ritorno (11ª) |
|             |             |                 |               |               |
|             | -           | -               | -             |               |
| -           | -           | -               |               |               |
| -           | -           | -               |               |               |
| -           | -           | -               |               |               |

| Andata (5ª) | Andata (5ª) | Quinta giornata | Ritorno (12ª) | Ritorno (12ª) |
|             |             |                 |               |               |
|             | -           | -               | -             |               |
| -           | -           | -               |               |               |
| -           | -           | -               |               |               |
| -           | -           | -               |               |               |

| Andata (6ª) | Andata (6ª) | Sesta giornata | Ritorno (13ª) | Ritorno (13ª) |
|             |             |                |               |               |
|             | -           | -              | -             |               |
| -           | -           | -              |               |               |
| -           | -           | -              |               |               |
| -           | -           | -              |               |               |

| \| Andata (7ª) \| Andata (7ª) \| Settima giornata \| Ritorno (14ª) \| Ritorno (14ª) \| \| \| \| \| \| \| \| \| - \| - \| - \| \| \| - \| - \| - \| \| \| \| - \| - \| - \| \| \| \| - \| - \| - \| \| \| |             |                  |               |               |
| Andata (7ª) | Andata (7ª) | Settima giornata | Ritorno (14ª) | Ritorno (14ª) |
| |             |                  |               |               |
| | -           | -                | -             |               |
| - | -           | -                |               |               |
| - | -           | -                |               |               |
| - | -           | -                |               |               |

## Girone finale A
|  | Pos. | Squadra            | Pt | G | V | N | P | GF | GS | DR  |
|  | ---- | ------------------ | -- | - | - | - | - | -- | -- | --- |
|  | 1.   | Monopoli           | 10 | 6 | 5 | 0 | 1 | 22 | 5  | +17 |
|  | 1.   | Monopoli           | 10 | 6 | 5 | 0 | 1 | 22 | 5  | +17 |
|  | 2.   | Roma C             | 9  | 6 | 4 | 1 | 1 | 16 | 5  | +11 |
|  | 3.   | Fiumicino-Magliana | 3  | 6 | 1 | 1 | 4 | 4  | 21 | -17 |
|  | 4.   | Orbetello (-2)     | 0  | 6 | 1 | 0 | 5 | 5  | 16 | -11 |

Legenda:
      Promosso in Seconda Divisione 1931-1932.
      Ammesso alla finale per il titolo.
Regolamento:
Due punti a vittoria, uno a pareggio, zero a sconfitta.
Pari merito in caso di pari punti se non in zona promozione/finali.
Note:
Orbetello ha scontato 2 punti di penalizzazione in classifica per due rinunce.

## Girone finale B
|  | Pos. | Squadra      | Pt | G | V | N | P | GF | GS | DR  |
|  | ---- | ------------ | -- | - | - | - | - | -- | -- | --- |
|  | 1.   | Lazio C      | 8  | 6 | 4 | 0 | 2 | 12 | 5  | +7  |
|  | 2.   | Pro Tivoli   | 7  | 6 | 3 | 1 | 2 | 13 | 10 | +3  |
|  | 2.   | Assicuratori | 7  | 6 | 3 | 1 | 2 | 10 | 10 | 0   |
|  | 4.   | Fortitudo    | 2  | 6 | 1 | 0 | 5 | 6  | 16 | -10 |

Legenda:
      Ammesso alla finale per il titolo.
Regolamento:
Due punti a vittoria, uno a pareggio, zero a sconfitta.
Pari merito in caso di pari punti se non in zona promozione/finali.

## Finale per il titolo
|         | Risultati |          | Luogo e data        |
| ------- | --------- | -------- | ------------------- |
| Lazio C | 1 - 0     | Monopoli | Roma, 7 giugno 1931 |
|         |           |          |                     |

Verdetti
- Lazio C campione Laziale di Terza Divisione.

### Giornali
- Il Littoriale, quotidiano sportivo consultabile presso l'Emeroteca del CONI e le Biblioteche Universitarie di Pavia, Modena e Padova più la Biblioteca Nazionale Centrale di Firenze.
- Gazzetta dello Sport, stagione 1930-1931, consultabile presso le Biblioteche:
  - Biblioteca Civica di Torino;
  - Biblioteca Nazionale Braidense di Milano,
  - Biblioteca Civica Berio di Genova,
  - Biblioteca Nazionale Centrale di Firenze,
  - Biblioteca Nazionale Centrale di Roma.

### Libri
- Luigi Saverio Bertazzoni, Annuario Italiano del Giuoco del Calcio - Volume III (1929-30 e 1930-31), F.I.G.C. - Bologna, edito a Modena. Il volume è conservato presso:
  - Biblioteca Nazionale Centrale di Firenze;
  - Biblioteca Universitaria Estense di Modena.